# Missing Woman
Missing Woman (en hangul, 미씽: 사라진 여자; romanización revisada del coreano:  Missing: Sarajin Yeoja) es una película surcoreana dirigida por Lee Eon-hee y protagonizada por Uhm Ji-won y Gong Hyo-jin. Se estrenó el 20 de noviembre de 2016.

## Sinopsis
Ji-sun tiene una hija de poco más de un año, un trabajo que le ocupa casi todo el día, y además está divorciada. La ayuda una niñera china, Han Mae, con la que está muy satisfecha. Sin embargo, un día Han Mae desaparece con la niña; en un primer momento no quiere denunciar la desaparición a la policía, temerosa de quedarse sin la custodia de la niña, pero con el paso de los días la situación se complica, y Ji-sun va descubriendo la otra cara de Han Mae.

## Reparto
- Uhm Ji-won como Lee Ji-sun.[4][5]
- Gong Hyo-jin como Han Mae / Kim Yeon.[6][7]
- Kim Hee-won como Park Sung-ho.[8][9]
- Park Hae-joon como Park Hyun-ik.
- Seo Ha-nui como Jang Da-eun, la hija de Ji-sun.
- Kim Ga-ryul como Han Jae-in / Jane.
- Jun Suk-chan como el detective Nam.
- Lee Sung-wook como el detective Seo.
- Jo Dal-hwan como el abogado Min.
- Go Jun como Jang Jin Hyuk.
- Jang Won-young como Han Suk-ho.
- Kim Jin-goo como la madre de Suk-ho.
- Kim Ji-hoon como Kim Yi-jang.
- Ramírez Cherrish como Suzan.
- Ham Sung-min como niño con uniforme escolar.
- Gil Hae-yeon como la suegra de Ji-sun.[10]
- Kim Sun-young como la gestora del salón de masajes.[8][9]
- Seo Eun-ah como Soo-ryun.[11]
- Lee Bong-gyu como guardia de seguridad.
- Kim Jin-wook como médico de urgencias.
- Choi Yeon-ho como una periodista.

## Producción
Missing Woman es la primera película de la directora Lee Eon-hee en nueve años. Según la propia Lee, fue necesario recortar el presupuesto en mil millones de wones por las dificultades encontradas para financiarla, debido a que su temática femenina no es el del agrado de quienes deciden en la industria del cine, casi todos hombres.
El rodaje comenzó en julio de 2015 y se esperaba que durase tres meses. La película se presentó en un pase previo para la prensa en Megabox Dongdaemun en Jung-gu, Seúl, el 21 de noviembre de 2016.

## Estreno y taquilla
Missing Woman se estrenó el 20 de noviembre de 2016. El 12 de diciembre había vendido ya más de un millón de entradas. Al final de su período de exhibición llegó a los 1 153 201 espectadores en 790 cines, que dejaron una taquilla del equivalente a 6,8 millones de dólares. Quedó en la vigesimotercera posición por este concepto entre las películas surcoreanas estrenadas en 2016.

## Crítica
Kim Hyeon-jeong (Sisa ON) destaca tres elementos de la película: en primer lugar, el protagonismo de las mujeres en la trama, que dejan a los hombres en una posición marginal; en segundo lugar, cómo «muestra la posición de la mujer en la sociedad coreana. La película muestra alternativamente a Ji-seon, quien es estigmatizada como una mujer divorciada y madre trabajadora, y Han-mae, una mujer extranjera, prostituta y que dio a luz a una hija, y explica cuán abandonadas están en la sociedad»; y por último las interpretaciones de las dos protagonistas.

## Premios y nominaciones
| Año  | Premios                                                   | Categoría            | Candidato     | Resultado | Ref.   |
| ---- | --------------------------------------------------------- | -------------------- | ------------- | --------- | ------ |
| 2016 | Premios de la Asociación de Actores de Cine de Corea      | Top Star             | Gong Hyo-jin  | Ganadora  | [ 18 ] |
| 2017 | 22.º Premios de Arte Cinematográfico Chunsa               | Mejor actriz         | Gong Hyo-jin  | Nominada  |        |
| 2017 | 37.º Golden Cinema Festival                               | Mejor actriz         | Gong Hyo-jin  | Ganadora  | [ 19 ] |
| 2017 | 26.º Buil Film                                            | Mejor actriz         | Gong Hyo-jin  | Nominada  |        |
| 2017 | 26.º Buil Film                                            | Mejor guion          | Hong Eun-mi   | Nominada  |        |
| 2017 | 54.º Grand Bell                                           | Mejor actriz         | Gong Hyo-jin  | Nominada  | [ 20 ] |
| 2017 | 54.º Grand Bell                                           | Mejor guion          | Hong Eun-mi   | Nominada  | [ 20 ] |
| 2017 | 37.º Premios de la Asociación Coreana de Críticos de Cine | 10 mejores películas | Missing Woman | Incluida  | [ 21 ] |
| 2017 | 38.º Blue Dragon Film                                     | Mejor actriz         | Gong Hyo-jin  | Nominada  | [ 22 ] |
| 2017 | 18.º Women in Film Korea                                  | Mejor actriz         | Uhm Ji-won    | Ganadora  | [ 23 ] |